# トーマス・シュトルンツ
トーマス・シュトルンツ（Thomas Strunz, 1968年4月25日 - ）は、ドイツ・デュースブルク出身の元ドイツ代表サッカー選手。現役時代のポジションはMF。

## 経歴
地元クラブであるMSVデュースブルクのユースを経て、バイエルン・ミュンヘンのジュニアチームに入団。1989年8月31日のハンブルガーSV戦でデビュー。そのシーズンは20試合に出場し5得点を挙げ、クラブのリーグ優勝に貢献した。また、1990年10月10日のスウェーデン代表戦で代表デビューも果たした。1992年に、VfBシュトゥットガルトへと移籍し、3年間プレー。その後、再びバイエルン・ミュンヘンへと戻った。
バイエルン・ミュンヘンでは、5年間の間にリーグ、DFBポカール、DFLリーガポカール、UEFAカップなど多くのタイトルを獲得したほか、1998-99年はUEFAチャンピオンズリーグ準優勝となった。しかし、最後の2シーズンは怪我によってあまり出場することができず、2000-01シーズン途中で引退。
2005年12月19日までのおよそ1年の間、VfLヴォルフスブルクのゼネラルマネージャーをしていた。また、2008年4月から翌年9月12日までロートヴァイス・エッセンのゼネラルマネージャーも務めた。

## 所属クラブ
- 1989-1992  バイエルン・ミュンヘン
- 1992-1995  VfBシュトゥットガルト
- 1995-2000  バイエルン・ミュンヘン

## 代表歴

### 出場大会
- ドイツ代表
  - 1994 FIFAワールドカップ (ベスト8)

### 試合数
- 国際Aマッチ 41試合 1得点（1990年-1999年）[1]

| ドイツ代表 | 国際Aマッチ | 国際Aマッチ |
| 年         | 出場        | 得点        |
| ---------- | ----------- | ----------- |
| 1990       | 2           | 0           |
| 1991       | 0           | 0           |
| 1992       | 1           | 0           |
| 1993       | 5           | 0           |
| 1994       | 13          | 0           |
| 1995       | 4           | 1           |
| 1996       | 9           | 0           |
| 1997       | 0           | 0           |
| 1998       | 1           | 0           |
| 1999       | 6           | 0           |
| 通算       | 41          | 1           |

## 獲得タイトル

### クラブ
- ブンデスリーガ　1989–90, 1996–97, 1998–99, 1999–2000
- UEFAカップ　1995-96
- DFBポカール　1997–98, 1999–2000
- DFLリーガポカール　1997, 1998, 1999, 2000

### 代表
- UEFA欧州選手権　1996